# Puliciphora fungicola
Puliciphora fungicola är en tvåvingeart som beskrevs av Yang och Wang 1993. Puliciphora fungicola ingår i släktet Puliciphora och familjen puckelflugor.
Artens utbredningsområde är Guizhou (Kina). Inga underarter finns listade i Catalogue of Life.